# Коцьмежув
Коцьмежув (пол. Koćmierzów) — село в Польщі, у гміні Самбожець Сандомирського повіту Свентокшиського воєводства.
Населення — 420 осіб (2011).
У 1975-1998 роках село належало до Тарнобжезького воєводства.

## Демографія
Демографічна структура на день 31 березня 2011 року:
|          | Загалом | Допрацездатний вік | Працездатний вік | Постпрацездатний вік |
| -------- | ------- | ------------------ | ---------------- | -------------------- |
| Чоловіки | 213     | 47                 | 140              | 26                   |
| Жінки    | 207     | 34                 | 116              | 57                   |
| Разом    | 420     | 81                 | 256              | 83                   |